# Maduabuchi Ejike
Igwe Maduabuchi Ejike (Nigeria; 1 de enero de 1993) es un futbolista de Nigeria. Juega como delantero y su equipo actual es el Hoàng Anh Gia Lai de Vietnam.

## Selección nacional

### Participaciones en Copas del Mundo
| Mundial                     | Sede     | Resultado        | Partidos | Goles |
| --------------------------- | -------- | ---------------- | -------- | ----- |
| Copa Mundial Sub-20 de 2011 | Colombia | Cuartos de final | 1        | 2     |

## Clubes
| Club              | País    | Año             |
| ----------------- | ------- | --------------- |
| Sharks F.C.       | Nigeria | 2010            |
| Hoàng Anh Gia Lai | Vietnam | 2011 - presente |